# レンネル・ベローナ州
レンネル・ベローナ州（レンネル・ベローナしゅう、英語: Rennell and Bellona Province）はソロモン諸島の州。ソロモン諸島南部の州であり、レンネル島およびベローナ島を中心としている。両島のほか、無人島のインディスペンサブル礁などがある。1995年7月20日に中央州から分離して設置された最も新しい州である。行政府所在地はレンネル島のティゴア(Tigoa)。2019年の人口は4,091人で国内の州では最も少なく、唯一人口が1万人に満たない州である。